# Plomo de La Serreta
El plomo de la Serreta, de Alcoy o Serreta I es una lámina rectangular de plomo con inscripciones hechas en lengua ibérica usando el alfabeto greco-ibérico. La lámina fue encontrada en el sector E del yacimiento del poblado de la Serreta (Alcoy, Cocentaina y Penáguila), el 23 de enero de 1921, en las excavaciones dirigidas por el arqueólogo local Camilo Visedo Moltó.

## Descripción
La lámina mide 17,1 cm de longitud y 6,2 cm de ancho, se encontró doblada y se rompió en dos mitades al intentar desplegarla. También se aprecia una marca de pliegue en diagonal.
De las diez inscripciones sobre lámina de plomo encontradas en la Serreta de Alcoy, la más famosa, tanto por el hecho de haberse conservado entera como por su extensión, es la catalogada en los Monumenta Linguarum Hispanicarum de Jürgen Untermann como G. 1.1, conocida también como Serreta I, y que se conserva en el Museo Arqueológico Camil Visedo de Alcoy (n. inv. 1016).
La inscripción está en lengua ibérica, pero la escritura usada no es lo habitual, el signario ibérico nororiental, sino que es el alfabeto greco-ibérico, una variedad de alfabeto griego  arcaico.
El primer texto de la cara A consta de 186 signos de entre cinco y seis milímetros de altura distribuidos en siete líneas; el segundo texto de la cara A consta de 15 signos entre cinco y diez mm distribuidos en dos líneas, y el texto de la cara B consta de 133 signos entre cinco y nueve mm distribuidos en cinco líneas. El segundo texto de la cara A está escrito en vertical superpuesto a los primeros signos de cada línea del primer texto, que han sido previamente borrados superficialmente para facilitar la escritura del segundo texto. El primer texto de la cara A está segmentado mediante interpuntos de dos puntos, mientras que, en la cara B y el segundo texto de la cara A, las interpuntos de tres puntos. Este hecho y la presencia del segundo texto de la cara A amortizando parte del primer texto de la cara A son los argumentos principales que apoyan la idea de que el plomo contiene al menos dos textos diferentes y que el primer texto de la cara A sería el primero en ser escrito.

## Transcripción

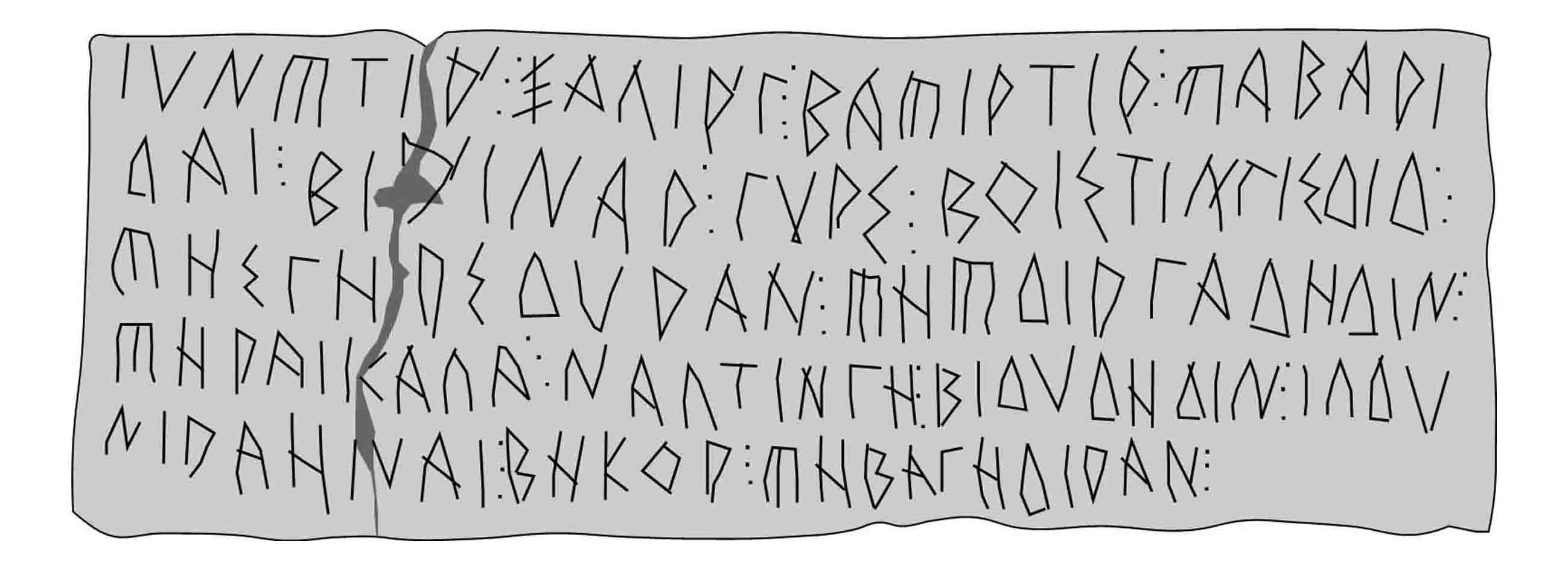
Calco de las 5 líneas de la cara B.

Por convención los textos íberos escritos en alfabeto latino o griego se transcriben en cursiva. Nótese la ausencia de las letras P y M.
De acuerdo a Jürgen Untermann (Untermann 1990, G.1.1), la conversión de caracteres sería:
|   |   |   |   |   |   |   |   |   |   |   |   | ’ |   |   |   |
| a | e | i | o | u | g | k | t | d | b | s | ś | r | ŕ | l | n |

| Texto 1, Cara A | Texto 2, Cara A y Cara B |
| --- | --- |
| 1. iŕike · orti · gaŕokan · dadula · baśk 2. buiśtiner · bagaŕok · SSSX< · tuŕlbai 3. luŕa · leguśegik · baseŕokeiunbaida 4. uŕke · basbidiŕbartin · iŕike · baseŕ 5. okar · tebind · belagaśikauŕ · isbin 6. ai · asgandis · tagisgaŕok · binike 7. bin · śalir · kidei · gaibigait | 1. arnai : 2. sakaŕiskeŕ |
| 1. iŕike · orti · gaŕokan · dadula · baśk 2. buiśtiner · bagaŕok · SSSX< · tuŕlbai 3. luŕa · leguśegik · baseŕokeiunbaida 4. uŕke · basbidiŕbartin · iŕike · baseŕ 5. okar · tebind · belagaśikauŕ · isbin 6. ai · asgandis · tagisgaŕok · binike 7. bin · śalir · kidei · gaibigait | 1. iunstir : śalirg : baśiŕtiŕ : sabaŕi 2. dar : birinaŕ : guŕś : boiśtingiśdid 3. seśgeŕśduŕan : sesdiŕgadedin 4. seŕaikala : naltinge : bidudedin : ildu 5. niŕaenai : bekoŕ : sebagediŕan |

## Interpretación
La opinión académica mayoritaria es que el significado concreto de los textos presentes en este plomo es desconocido, como ocurre con casi todos los textos ibéricos de una cierta longitud, ya que el conocimiento actual de la lengua ibérica es insuficiente para interpretarlos completamente . Sin embargo, hay indicios en el texto que permiten hacer una cierta aproximación al contenido. Así, para Orduña (2006, 408), el primer texto de la cara A, el primero en ser escrito, podría ser de tipo comercial, teniendo en cuenta la presencia de numerales y de la palabra śalir, presente frecuentemente en monedas de plata. El texto de la cara B sería una carta, circunstancia soportada por la presencia de la palabra iunstir al inicio del texto, frecuente en el encabezamiento de textos, y por la indicación del destinatario en el segundo texto de la cara A, de modo que fuera visible con el plomo enrollado, de forma similar a lo que se conoce en la epigrafía griega sobre plomo que a menudo contiene textos comerciales. El contenido de la carta, probablemente, tuviera contenido comercial, teniendo en cuenta que, como en el primer texto, aparece la palabra śalir.
Desde el punto de vista del vascoiberismo extremo, se han propuesto con la ayuda de diccionarios de lengua vasca múltiples traducciones siempre diferentes, que no tienen nada de credibilidad en el mundo académico. Fletcher (1992) recoge once, pero también de otros desde el arameo, el latín, el griego, el fenicio, el indoeuropeo, etc.